# Ультімо
Ультімо (італ. Ultimo) — муніципалітет в Італії, у регіоні Трентіно-Альто-Адідже,  провінція Больцано.
Ультімо розташоване на відстані близько 540 км на північ від Рима, 60 км на північ від Тренто, 38 км на захід від Больцано.
Населення — 2877 осіб (2014).

## Демографія
Населення за роками:

Станом на 1 січня 2023 року в муніципалітеті офіційно проживало 37 іноземців з 16 країн, серед них 29 громадян країн Євросоюзу та 1 громадянин України.

## Сусідні муніципалітети
- Брезімо
- Кастельбелло-Чіардес
- Лачес
- Лауреньо
- Мартелло
- Натурно
- Провес
- Раббі
- Румо
- Сан-Панкраціо